# Macroderes fornicatus
Macroderes fornicatus är en skalbaggsart som beskrevs av Sharp 1880. Macroderes fornicatus ingår i släktet Macroderes och familjen bladhorningar. Inga underarter finns listade i Catalogue of Life.